# Jeffrey Frisch
Jeffrey Frisch (* 1. Juni 1984 in Brixen) ist ein ehemaliger Skirennläufer aus Italien, der jedoch auch für das kanadische Skiteam fuhr. Zunächst startete der Südtiroler für Italien, seit der Saison 2004/05 gehörte er dem kanadischen Skiteam an. Seine stärksten Disziplinen waren die Abfahrt, der Super-G und der Riesenslalom.

## Biografie
Frisch bestritt im November 1999 seine ersten FIS-Rennen und nahm ab Januar 2002 auch vereinzelt an Europacuprennen teil. Im Europacup blieb er jedoch deutlich hinter den Punkterängen und auch in den FIS-Rennen konnte er sich während fünf Jahren nur selten unter den besten zehn klassieren.
Nach seinem Wechsel vom italienischen zum kanadischen Skiverband zu Beginn der Saison 2004/05 verbesserten sich die Resultate. Im Dezember 2004 gewann er in Kanada vier FIS-Rennen in Folge. Im Nor-Am Cup, dem nordamerikanischen Pendant zum Europacup, konnte er sich von Beginn an unter den besten 15 klassieren. In der Saison 2005/06 gelang Frisch im Nor-Am Cup der Anschluss an die Spitze. In der zweiten Saisonabfahrt in Lake Louise fuhr er zum ersten Mal unter die besten drei und nach weiteren drei Podestplätzen im Super-G und in der Abfahrt feierte er am 14. Februar 2006 in der Abfahrt von Big Mountain seinen ersten Sieg. Damit gewann er die Abfahrtswertung und erreichte in der Gesamtwertung den dritten Platz.
Seit der Saison 2006/07 startet Frisch auch im Weltcup. Sein Debüt gab er am 1. Dezember in der Abfahrt von Gröden und drei Wochen später holte er als 29. im Super-G von Hinterstoder in seinem vierten Weltcuprennen die ersten Punkte. Nachdem er in seinen nächsten drei Rennen wieder deutlich hinter den Punkterängen geblieben war, erreichte er am 10. März 2007 in der Abfahrt von Kvitfjell überraschend den zwölften Platz und damit sein bestes Weltcupresultat. Im Nor-Am Cup gewann er in diesem Winter den Super-G in Apex sowie die Abfahrt in Big Mountain und kam weitere zwei Mal auf das Podest. Damit erreichte er wie schon im Vorjahr den dritten Gesamtrang, in den Disziplinenwertungen fiel er jedoch in der Abfahrt auf den vierten und im Super-G auf den siebenten Platz zurück.
Anfang April 2007 verletzte sich Frisch beim Super-G-Training am Whistler Mountain am rechten Knie. Nach einer Operation konnte er erst nach fast sechs Monaten Pause wieder mit dem Skitraining beginnen. Im folgenden Winter erreichte er wegen des Trainingsrückstandes nicht die Ergebnisse der Vorjahre. Im Nor-Am Cup kam er in der Saison 2007/08 nur einmal unter die besten drei und im Weltcup blieb er in seinen sieben Rennen ohne Punkte. Im Winter 2008/09 konnte er im Nor-Am Cup beide Riesenslaloms in Panorama gewinnen und weitere drei Mal auf das Podest fahren. Damit erreichte er sowohl in der Riesenslalom- als auch in der Gesamtwertung den zweiten Platz. Bei seinen drei Weltcuprennen blieb er aber erneut ohne Punkte.
Am 6. Dezember 2009 holte Frisch mit Platz 21 im Riesenslalom von Beaver Creek zum ersten Mal seit zweieinhalb Jahren wieder Weltcuppunkte, danach blieb er aber erneut über zwei Jahre ohne Weltcuppunkte. Die Saison 2009/10 musste er verletzungsbedingt im Februar beenden. Er erlitt im Training in Nakiska einen Kreuzbandriss im linken Knie. Im Winter 2010/11 kam Frisch neben FIS-Rennen zu zwei Starts im Weltcup, sieben Starts im Nor-Am- und vier Starts im Europacup. In zwei der Nor-Am-Rennen erzielte er eine Platzierung unter den besten fünf. Im Winter 2011/12 konnte sich Frisch wieder steigern. Er gewann mit Rang 23 im Super-G von Crans-Montana und Platz 28 im Super-G von Kvitfjell zweimal Weltcuppunkte und erreichte im Nor-Am Cup in derselben Disziplin erstmals seit drei Jahren wieder Podestplätze und einen Sieg. In der Super-G-Wertung des Nor-Am Cups 2011/12 wurde er Dritter.

## Erfolge

### Weltcup
- 1 Platzierung unter den besten 15

### Weltcupwertungen
| Saison  | Gesamt | Gesamt | Abfahrt | Abfahrt | Super-G | Super-G | Riesenslalom | Riesenslalom |
| Saison  | Platz  | Punkte | Platz   | Punkte  | Platz   | Punkte  | Platz        | Punkte       |
| ------- | ------ | ------ | ------- | ------- | ------- | ------- | ------------ | ------------ |
| 2006/07 | 111.   | 24     | 43.     | 22      | 51.     | 2       | –            | –            |
| 2009/10 | 129.   | 10     | -       | -       | -       | -       | 45.          | 10           |
| 2011/12 | 120.   | 11     | -       | -       | 50.     | 11      | -            | -            |
| 2013/14 | 111.   | 20     | 44.     | 20      | -       | -       | -            | -            |

### Nor-Am Cup
- Saison 2005/06: 3. Gesamtwertung, 1. Abfahrt, 5. Super-G
- Saison 2006/07: 3. Gesamtwertung, 4. Abfahrt
- Saison 2008/09: 2. Gesamtwertung, 2. Riesenslalom, 3. Super-Kombination, 4. Super-G
- Saison 2011/12: 3. Super-G-Wertung
- Saison 2012/13: 4. Gesamtwertung, 2. Abfahrtswertung, 3. Super-G-Wertung
- Saison 2013/14: 3. Abfahrtswertung, 5. Super-G-Wertung
- Saison 2014/15: 10. Gesamtwertung, 1. Super-G-Wertung, 3. Abfahrtswertung
- 29 Podestplätze, davon 12 Siege:

| Datum             | Ort              | Land   | Disziplin    |
| ----------------- | ---------------- | ------ | ------------ |
| 14. Februar 2006  | Big Mountain     | USA    | Abfahrt      |
| 6. Februar 2007   | Apex             | Kanada | Super-G      |
| 13. Februar 2007  | Big Mountain     | USA    | Abfahrt      |
| 17. Dezember 2008 | Panorama         | Kanada | Riesenslalom |
| 18. Dezember 2008 | Panorama         | Kanada | Riesenslalom |
| 10. Februar 2012  | Aspen            | USA    | Super-G      |
| 10. Februar 2013  | Apex             | Kanada | Abfahrt      |
| 11. Februar 2014  | Mont Sainte-Anne | Kanada | Abfahrt      |
| 12. Februar 2014  | Mont Sainte-Anne | Kanada | Abfahrt      |
| 13. Februar 2014  | Mont Sainte-Anne | Kanada | Super-G      |
| 13. Dezember 2014 | Panorama         | Kanada | Super-G      |
| 10. Dezember 2015 | Lake Louise      | Kanada | Abfahrt      |

### Weitere Erfolge
- 5 Kanadische Meistertitel: Abfahrt 2006 und 2009; Super-G 2007, 2011 und 2013
- 1 Podestplatz im Europacup
- 15 Siege in FIS-Rennen